# 서울 지하철 6호선
서울 지하철 6호선(서울地下鐵六號線)은 대한민국 서울특별시의 도시 철도 노선이자, 수도권 전철의 운행 계통이다. 모든 역에 스크린도어가 설치되어 있다. 노선색은 ●황토색이다. 전 구간을 서울교통공사에서 운영하고 있다. 통행방향은 어디서든 우측통행이다.

## 연혁
- 1994년 1월 8일 : 착공
- 1995년 2월 11일 : 건설 및 운영사업 승인
- 2000년 8월 7일 : 봉화산역 ~ 상월곡역 구간 개통
- 2000년 12월 15일 : 상월곡역 ~ 응암역 구간 개통 (약수역, 버티고개역, 한강진역, 이태원역 등은 무정차 통과)
- 2001년 3월 9일 : 약수역, 버티고개역, 한강진역, 이태원역 개통
- 2001년 8월 3일 : 신당역 2호선 환승 통로 개통
- 2005년 12월 21일 : 동묘앞역 1호선 환승 개통
- 2009년 7월 1일 : 역명을 수색역에서 디지털미디어시티역으로 변경
- 2009년 7월 1일 : 디지털미디어시티역이 경의선이 복선 전철화하여 개통하며, 환승역이 됨
- 2009년 5월 27일 : 역명을 효창공원앞(용산구청)역에서 효창공원앞역으로 변경
- 2010년 12월 29일 : 디지털미디어시티역이 인천국제공항철도가 개통하며, 3개 노선의 환승역이 됨
- 2011년 11월 30일 : 공덕역 인천국제공항철도 환승 개통
- 2012년 12월 15일 : 공덕역 중앙선 환승 개통
- 2014년 5월 26일 : 역명을 녹사평역과 봉화산역을 각각 녹사평(용산구청)역, 봉화산(서울의료원)역으로 변경
- 2016년 4월 30일 : 효창공원앞역 경의중앙선 환승 개통
- 2019년 12월 21일 : 신내역 연장 개통

## 개요

### 노선
서울특별시 은평구와 중랑구 간을 마포구를 경유하여 한강 이북 지역을 동서로 연결하는 노선으로, 노선의 일부가 순환선의 형태로 구성된 특징이 있다.(응암 순환선) 2002 한일 월드컵을 대비하기 위한 목적도 있다. 대흥역부터 삼각지역까지 구간은 용산선과 경로가 다소 중복되며, 월곡역부터 봉화산역까지 구간은 북부간선도로를 따라 이어진다. 6호선은 한강을 건너지는 않으나 서울 서북부와 동북부를 연결하고, 도심을 통과하는 모든 노선과 환승 체계를 구축함으로써 시내 각 지역으로의 접근도를 향상시키고 도심교통수요를 외곽으로 분산하는 역할을 수행한다. 6호선의 개통으로 서울 지하철은 거미줄 형태의 방사형 전철망이 완성됨으로써 도심과 부도심이 직접 연결되었다. 6호선 역시 5호선과 마찬가지로 차량기지를 제외하면 전 구간이 지하로 이루어져 있었다. 그러나 경춘선과의 환승역인 신내역이 유일하게 지상으로 건설되면서 지상 구간이 생기게 되었다.

### 열차 운행
응암순환행, 봉화산행, 신내행 등이 주로 운행된다. 봉화산역과 신내역에서 출발하여 응암역으로 가는 열차는 ‘응암순환’이라는 행선지를 사용하며, 응암역에 도착하면 열차 번호와 함께 행선지를 ‘봉화산’과 ‘신내’로 변경하고 응암 순환 구간을 따라 응암 → 역촌 → 불광 → 독바위 → 연신내 → 구산 → 응암 순으로 편도 운행을 한 뒤 응암역으로 돌아와 봉화산역부터 신내역까지 운행한다.

## 차량
- 서울교통공사 6000호대 전동차

경정비는 신내차량사업소에서 중정비는 7호선의 도봉차량사업소에서 진행한다. 현재 6000호대 전동차는 41개 편성, 640~641편성 등이 7호선으로 차출된 관계로 39개 편성이 운행 중이다.

### 운임
수도권 전철에 속한 다른 노선들과 같은 운임 체계를 사용하며, 환승 통로를 이용하여 수도권 전철에 속하는 다른 노선으로 갈아탈 때 별도로 추가되는 요금은 없다. 승차할 때는 자동 발매기에서 구입한 승차권, 교통카드 (티머니 등), 교통 카드의 기능이 탑재되어 있는 일부 신용카드를 사용할 수 있으며, 수도권 전철 내의 다른 역에서 발매된 승차권이라도 역시 사용할 수 있다. 수도권 대중교통 통합요금제의 적용을 받으며, 서울특별시, 경기도, 인천광역시 등 버스에서 갈아탈 때는 기본 운임이 면제 또는 할인된다.

### 연결 선로
신내차량사업소로 1차 차량을 입고할 때, 신내차량사업소의 동쪽(구리시 구 57사단 방향)을 지나는 중앙선으로부터 연결선로를 가설할 예정이었으나 시공사였던 동성종합건설의 부도로 인해 착수하지 못하였다. 차량의 반입과 차량의 중정비 시 이동은 6호선의 태릉입구역 ~ 화랑대역 사이에서 7호선의 태릉입구역 ~ 먹골역 사이로 이어지도록 설치된 연결선로를 통해 이뤄진다.

## 사건사고 및 논란

### 초기 개통 지연
1998년 5월 태릉입구역 환승통로 공사 중 인근의 중랑천이 범람하면서 개통이 지연되었다.

### 마포구청역선로점거 시위
2000년 12월 개통 당시 서울특별시 마포구 망원동 주민 30명이 6호선 공사로 인해 주택내 균열과 소음피해를 호소하며 마포구청역 선로를 점거하였으며, 경찰에 의해 해산될 때까지 6호선 열차운행이 일시적으로 중단되었다.

### IMF 외환위기의 여파

#### 이태원역~약수역무정차 통과
2000년 12월 15일 개통 당시 이태원역, 한강진역, 버티고개역, 약수역 등의 시공사였던 신화건설이 최종 부도 처리되면서 완공이 지연되어 2001년 3월 8일까지 약 4개월 동안 무정차로 통과한 바 있다.

#### 신당역환승통로 연결
신당역은 6호선 개통 당시 2호선과 6호선 역사 모두 정상 영업을 하였으나 환승통로가 완공되지 않아 2001년 8월 2일까지 환승이 불가능하였다. 이로 인해 환승통로 완공 전까지 2호선에서 6호선으로 환승하려면 왕십리역에서 5호선으로 환승하여 청구역을 경유하여야 하는 번거로움이 있다. (같은 성격의 2·6호선 합정역은 2000년 12월 6호선 개통일 당시 정상적으로 환승이 이루어졌다.)

### 수도권 전철 1호선과의 연계성 문제
6호선은 사실상 수도권 전철 1호선의 궤도와 총 3곳에서 만나나 환승역 건설이 확실시된 곳은 경원선 석계역 뿐이어서 1호선과의 연계성 문제가 대두되었다. 동대문역과 6호선 동묘앞역 사이에 환승통로를 구축하는 방안을 검토하였으나 환승 통로가 너무 지나치게 길어진다는 문제점으로 백지화되었으며, 이후 1호선 동대문역 ~ 신설동역 간에 동묘앞역을 신설하여 2005년부터 환승이 가능해졌다. 경부선 남영역 ~ 용산역 구간 사이와 4호선 삼각지역 ~ 숙대입구역 구간 사이에 정거장을 건설하여 환승 체계를 구축하는 계획도 있었으나 새로운 정거장을 건설할 경우 두 노선 모두 역간 거리가 300m 이내로 매우 짧아지는 문제로 인해 백지화되었다.
2013년 12월 28일에 개통된 경춘선 신내역 인근에 신내차량기지가 위치하나 설계를 단선으로 할 것인지 복선으로 할 것인지 결정을 못하였으나 결국 단선으로 착공되는 것으로 결정되어 2019년 2월 20일에 착공하여 같은 해 12월 21일에 6호선 신내역이 개통되었다.

### 급행 열차 운행 문제
2015년 6월부터 검토하던 사안이었으나 대피선 용량이 충분하지 못한 이유로 잠정 중단되어 있다. 도시철도와 광역철도 급행 운행을 늘리는 것이 문재인 대통령 공약이었기 때문에 다시 용역을 추진하고 있다. 연신내, 응암, 디지털미디어시티, 합정, 공덕, 이태원, 신당, 안암, 석계 등 주요 17개역에 정차하며, 전구간 운행시간이 69분에서 53분으로 16분 단축된다. 완급결합이 예상되는 구간은 독바위, 응암 ~ 새절, 대흥 ~ 공덕, 한강진~버티고개, 상월곡 등이다. 원활한 운행이 되기 위해선 새절역과 공덕역에 추가 대피선을 설치해야 하는 것으로 보이며 이에 따른 비용 지원 문제가 여전히 이슈로 남아 있다.

## 역 목록
| 역 번호 | 역명             | 역명                             | 역명                       | 접속 노선                                                        | 역간 거리 | 누적 거리 | 소재지     | 소재지 |
| 역 번호 | 한글             | 로마자                           | 한자                       | 접속 노선                                                        | 역간 거리 | 누적 거리 | 소재지     | 소재지 |
| ------- | ---------------- | -------------------------------- | -------------------------- | ---------------------------------------------------------------- | --------- | --------- | ---------- | ------ |
| 610     | 응암             | Eungam                           | 鷹岩                       |                                                                  | -         | 0.0       | 서울특별시 | 은평구 |
| 611     | 역촌             | Yeokchon                         | 驛村                       |                                                                  | 1.1       | 1.1       | 서울특별시 | 은평구 |
| 612     | 불광             | Bulgwang                         | 佛光                       | ● 수도권 전철 3호선                                              | 0.8       | 1.9       | 서울특별시 | 은평구 |
| 613     | 독바위           | Dokbawi                          |                            |                                                                  | 0.9       | 2.8       | 서울특별시 | 은평구 |
| 614     | 연신내           | Yeonsinnae                       |                            | ● 수도권 전철 3호선 ● 수도권 광역급행철도 A노선                  | 1.4       | 4.2       | 서울특별시 | 은평구 |
| 615     | 구산             | Gusan                            | 龜山                       |                                                                  | 0.9       | 5.1       | 서울특별시 | 은평구 |
| 610     | 응암             | Eungam                           | 鷹岩                       |                                                                  | 1.5       | 6.6       | 서울특별시 | 은평구 |
| 616     | 새절             | Saejeol(Sinsa)                   | 새절(新寺)                 |                                                                  | 0.9       | 7.5       | 서울특별시 | 은평구 |
| 617     | 증산             | Jeungsan(Myongji Univ.)          | 繒山(明知大앞)             |                                                                  | 0.9       | 8.4       | 서울특별시 | 은평구 |
| 618     | 디지털미디어시티 | Digital Media City               |                            | ● 수도권 전철 경의·중앙선 ● 인천국제공항철도                     | 1.1       | 9.5       | 서울특별시 | 은평구 |
| 619     | 월드컵경기장     | World Cup Stadium(Seongsan)      | 월드컵競技場(城山)         |                                                                  | 0.8       | 10.3      | 서울특별시 | 마포구 |
| 620     | 마포구청         | Mapo-gu Office                   | 麻浦區廳                   |                                                                  | 0.8       | 11.1      | 서울특별시 | 마포구 |
| 621     | 망원             | Mangwon                          | 望遠                       |                                                                  | 1.0       | 12.1      | 서울특별시 | 마포구 |
| 622     | 합정             | Hapjeong(SeAH Tower)             | 合井                       | ● 서울 지하철 2호선                                              | 0.8       | 12.9      | 서울특별시 | 마포구 |
| 623     | 상수             | Sangsu                           | 上水                       |                                                                  | 0.8       | 13.7      | 서울특별시 | 마포구 |
| 624     | 광흥창           | Gwangheungchang(Seogang)         | 廣興倉(西江)               |                                                                  | 0.9       | 14.6      | 서울특별시 | 마포구 |
| 625     | 대흥             | Daeheung(Sogang Univ.)           | 大興(西江大앞)             |                                                                  | 1.0       | 15.6      | 서울특별시 | 마포구 |
| 626     | 공덕             | Gongdeok                         | 孔德                       | ● 수도권 전철 5호선 ● 수도권 전철 경의·중앙선 ● 인천국제공항철도 | 0.9       | 16.5      | 서울특별시 | 마포구 |
| 627     | 효창공원앞       | Hyochang Park                    | 孝昌公園앞                 | ● 수도권 전철 경의·중앙선                                        | 0.9       | 17.4      | 서울특별시 | 용산구 |
| 628     | 삼각지           | Samgakji                         | 三角地                     | ● 수도권 전철 4호선                                              | 1.2       | 18.6      | 서울특별시 | 용산구 |
| 629     | 녹사평           | Noksapyeong(Yongsan-gu Office)   | 綠莎坪(龍山區廳)           |                                                                  | 1.1       | 19.7      | 서울특별시 | 용산구 |
| 630     | 이태원           | Itaewon                          | 梨泰院                     |                                                                  | 0.8       | 20.5      | 서울특별시 | 용산구 |
| 631     | 한강진           | Hangangjin                       | 漢江鎭                     |                                                                  | 1.0       | 21.5      | 서울특별시 | 용산구 |
| 632     | 버티고개         | Beotigogae                       |                            |                                                                  | 1.0       | 22.5      | 서울특별시 | 중구   |
| 633     | 약수             | Yaksu                            | 藥水                       | ● 수도권 전철 3호선                                              | 0.7       | 23.2      | 서울특별시 | 중구   |
| 634     | 청구             | Cheonggu                         | 靑丘                       | ● 수도권 전철 5호선                                              | 0.8       | 24.0      | 서울특별시 | 중구   |
| 635     | 신당             | Sindang                          | 新堂                       | ● 서울 지하철 2호선                                              | 0.7       | 24.7      | 서울특별시 | 중구   |
| 636     | 동묘앞           | Dongmyo                          | 東廟앞                     | ● 수도권 전철 1호선                                              | 0.6       | 25.3      | 서울특별시 | 종로구 |
| 637     | 창신             | Changsin                         | 昌信                       |                                                                  | 0.9       | 26.2      | 서울특별시 | 종로구 |
| 638     | 보문             | Bomun                            | 普門                       | ● 서울 경전철 우이신설선                                         | 0.8       | 27.0      | 서울특별시 | 성북구 |
| 639     | 안암             | Anam(Korea Univ. Hospital)       | 安岩(高大病院앞)           |                                                                  | 0.9       | 27.9      | 서울특별시 | 성북구 |
| 640     | 고려대           | Korea Univ.(Jongam)              | 高麗大(鐘岩)               |                                                                  | 0.8       | 28.7      | 서울특별시 | 성북구 |
| 641     | 월곡             | Wolgok(Dongduk Women's Univ.)    | 月谷(同德女大)             |                                                                  | 1.4       | 30.1      | 서울특별시 | 성북구 |
| 642     | 상월곡           | Sangwolgok(KIST)                 | 上月谷(韓國科學技術硏究院) |                                                                  | 0.8       | 30.9      | 서울특별시 | 성북구 |
| 643     | 돌곶이           | Dolgoji                          |                            |                                                                  | 0.8       | 31.7      | 서울특별시 | 성북구 |
| 644     | 석계             | Seokgye                          | 石溪                       | ● 수도권 전철 1호선                                              | 1.0       | 32.7      | 서울특별시 | 노원구 |
| 645     | 태릉입구         | Taereung                         | 泰陵入口                   | ● 서울 지하철 7호선                                              | 0.8       | 33.5      | 서울특별시 | 노원구 |
| 646     | 화랑대           | Hwarangdae(Seoul Women's Univ.)  | 花郞臺(서울女大入口)       |                                                                  | 0.9       | 34.4      | 서울특별시 | 노원구 |
| 647     | 봉화산           | Bonghwasan(Seoul Medical Center) | 烽火山(서울醫療院)         |                                                                  | 0.7       | 35.1      | 서울특별시 | 중랑구 |
| 648     | 신내             | Sinnae                           | 新內                       | ● 수도권 전철 경춘선                                             | 1.3       | 36.4      | 서울특별시 | 중랑구 |

## 이용객 변동
| 구분   | 일평균 인원수 (명/일) | 일평균 인원수 (명/일) | 일평균 인원수 (명/일) | 일평균 인원수 (명/일) | 일평균 인원수 (명/일) | 일평균 인원수 (명/일) | 일평균 인원수 (명/일) | 일평균 인원수 (명/일) | 일평균 인원수 (명/일) | 일평균 인원수 (명/일) | 각주  |
| 구분   | 2000년                | 2001년                | 2002년                | 2003년                | 2004년                | 2005년                | 2006년                | 2007년                | 2008년                | 2009년                | 각주  |
| ------ | --------------------- | --------------------- | --------------------- | --------------------- | --------------------- | --------------------- | --------------------- | --------------------- | --------------------- | --------------------- | ----- |
| 승차   | 111,703               | 197,133               | 246,803               | 269,619               | 285,869               | 290,301               | 296,207               | 297,146               | 302,592               | 309,171               | [ 6 ] |
| 하차   | 100,055               | 183,775               | 231,818               | 255,371               | 270,957               | 278,410               | 283,283               | 284,303               | 290,578               | 298,478               | [ 6 ] |
| 승하차 | 211,758               | 380,908               | 478,621               | 524,991               | 556,825               | 568,711               | 579,490               | 581,449               | 593,170               | 607,649               | [ 6 ] |
| 구분   | 2010년                | 2011년                | 2012년                | 2013년                | 2014년                | 2015년                | 2016년                | 2017년                | 2018년                | 2019년                | [ 6 ] |
| 승차   | 332,346               | 339,843               | 335,688               | 343,743               | 352,399               | 352,490               | 353,616               | 354,607               | 355,904               | 357,808               | [ 6 ] |
| 하차   | 320,088               | 329,136               | 327,541               | 336,165               | 346,637               | 346,716               | 347,847               | 349,615               | 350,351               | 352,287               | [ 6 ] |
| 승하차 | 652,435               | 668,979               | 663,229               | 679,908               | 699,036               | 699,206               | 701,463               | 704,222               | 706,255               | 710,095               | [ 6 ] |
| 구분   | 2020년                |                       |                       |                       |                       |                       |                       |                       |                       |                       | [ 6 ] |
| 승차   | 260,338               |                       |                       |                       |                       |                       |                       |                       |                       |                       | [ 6 ] |
| 하차   | 255,801               |                       |                       |                       |                       |                       |                       |                       |                       |                       | [ 6 ] |
| 승하차 | 515,839               |                       |                       |                       |                       |                       |                       |                       |                       |                       | [ 6 ] |

## 같이 보기
- 2기 지하철